# Bathysquilla
Bathysquilla is een geslacht van kreeftachtigen uit de klasse van de Malacostraca (hogere kreeftachtigen).

## Soorten
- Bathysquilla crassispinosa (Fukuda, 1909)
- Bathysquilla microps (Manning, 1961)